# Myscelus nobilis
Espèce

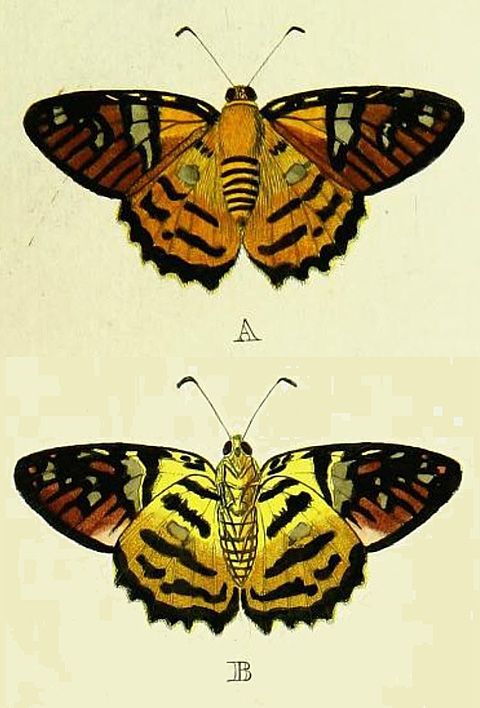
Myscelus nobilis

Myscelus nobilis est une espèce de lépidoptères de la famille des Hesperiidae, de la sous-famille des Pyrginae et de la tribu des Pyrrhopygini.

## Dénomination
Myscelus nobilis a été décrit par Pieter Cramer en 1777 sous le nom initial de Papilio nobilis.

### Nom vernaculaire
Myscelus nobilis se nomme Noble Myscelus en anglais.

## Description
Myscelus nobilis est un papillon au corps trapu de couleur jaune d'or à l'abdomen rayé de cercles marron. 
Sur le dessus les ailes sont de couleur jaune d'or ornementées de marques hyalines, aux ailes antérieures une bande du bord costal vers le bord interne, bordée de marron, de petites taches hyalines cerclées de marron dans l'aire postdiscale, du côté de l'apex et aux ailes postérieures une tache hyaline ronde. Aux ailes antérieures le bord costal et le bord externe sont soulignés de marron et aux ailes postérieures le bord externe doublé d'une ligne submarginale de pointillés marron doublée d'une seconde.

## Écologie et distribution
Myscelus nobilis est présent au Venezuela, en Bolivie, en Équateur, au Pérou et au Surinam,,.

### Biotope
Myscelus nobilis réside dans la forêt primaire humide entre 400 m et 1 000 m. 

### Protection
Pas de statut de protection particulier.